# Roger Bellon
Roger Bellon   (Neuilly-sur-Seine, 22 de maig de 1953) és un compositor, director, orquestrador i productor francès de cinema, televisió, teatre i òpera.

## Infantesa i adolescència
Tenia vuit anys quan va tenir les seves primeres lliçons de piano i composició. Roger Bellon va obtenir el títol de "Bachelor Of Music Composition" al "Berklee College of Music", estudiant amb llegendes musicals com Gary Burton, Mike Gibbs i Herb Pomeroy, entre d'altres, i va completar estudis de postgrau en Composició i Direcció, sota la direcció de Pierre Petit (Gran Premi de Roma). "École Normale de Musique de Paris", París.

## Carrera
Va rebre nombrosos encàrrecs del govern francès per a la seva cambra, així com composicions simfòniques i corals. Als vint-i-dos anys, la seva primera composició publicada, "Blackout", per a piano, va ser encarregada per "l'École Normale de Musique de Paris" per al seu concurs anual de piano. Va ser publicat pel mític editor de música francès Max Eschig i ha estat interpretat i enregistrat extensament. Els seus Preludis per a piano han estat interpretats per Gabriel Tacchino, un dels pianistes francesos més importants de la postguerra.
RCA Records, a París, va signar Roger amb el seu segell subsidiari, Balance, on, com a artista, va produir dos àlbums, l'anomenat ROGER BELLON, un disc amb influència de Jazz de deu peces i, ZERO ZERO, un àlbum de Nadal infantil.
Va començar la seva carrera cinematogràfica a París component música per a televisió i documentals. Ha treballat amb directors i escriptors com Joël Santoni, Les Héroïques i Jean Curtelin, La Marseillaise, i els actors Michel Galabru, Stéphane Audran, Guy Marchand, Mort Schuman i Caroline Cellier.
Traslladant-se a Los Angeles, va compondre música per a la popular sèrie de televisió Falcon Crest, així com per a altres sèries com Monsters, Yellowthread Street (inclòs el títol principal), Café Americain (inclòs el títol principal), The New Adventures of Robin Hood (inclòs el títol principal) i la guardonada sèrie de culte Highlander.
Ha guanyat nombroses premis per pel·lícules de televisió i mini sèries com l'aclamada CBS The Last Don, nominada als Emmy, basada en el llibre més venut de Mario Puzo, la seva seqüela The Last Don - Part 2, i la mini-sèrie Frankenstein, que li va valer una nominació als Emmy per a un èxit destacat en direcció i composició musical.
Bellon ha marcat més de vint llargmetratges, documentals i curts. La seva obra més recent, 186 Dollars To Freedom, es va estrenar al Festival de Cannes de 2011 i va obtenir premi al millor director: Houston Worldfest i la millor pel·lícula i actor al Festival de cinema de Hollywood Reel. Per Justice / Vengeance, l'última pel·lícula de l'actor Roy Scheider, Bellon va dirigir l'Orquestra Simfònica de Londres als estudis "Abbey Road". Va guanyar el Premi Visionari del Festival de Cinema de Boston. Entre les seves altres funcions guardonades s'inclouen 12 Stones, Break A Leg, The Wishing Well, Their Eyes Were Dry, Darkness at High Noon: The Carl Foreman Documents, The Sheik (Silent Movie 1921), Waxwork, The Unholy, Options, Dark Horse and Hitman's Run.
Un amant del teatre, Bellon, ha compost música original a deu produccions teatrals: Open House (Shem Bitterman), A Midsummer Night's Dream (Shakespeare), Julius Caesar (Shakespeare), A Death In Columbia (Shem Bitterman), More Lies About Jerzy (Davey Holmes), Influence (Shem Bitterman), Three Sisters (Txékhov), The Taming Of The Shrew (Shakespeare), Man.Gov (Shem Bitterman) i Harms Way (Shem Bitterman).
Entre les seves composicions de dansa s'inclouen: Signé Modigliani per a la coreògrafa francesa, Nadine Birtchansky, que es va estrenar a l'Institut de les Arts de Califòrnia, La perfecció d'Anna (curtmetratge) i In Between (curtmetratge) per a la coreògrafa Hilary Thomas i la directora Elizabeth Gracen.
La seva òpera Highlander: A Celtic Opera va ser composta conjuntament amb Harlan Collins. Va rebre l'estrena a la ràdio a "Radio Aktywne" a Polònia. Actualment compon la seva segona òpera, Ilios, basada en la Ilíada d'Homer.

## Bandes sonores
- 186 Dollars To Freedom (Banda sonora original de la pel·lícula)
- From My Flix - Songs & Themes Vol. 1
- Waxwork (Banda sonora original de la pel·lícula)
- The Unholy (Banda sonora original de la pel·lícula)
- Options (Banda sonora original de la pel·lícula)
- Highlander: The Series (Banda sonora de la sèrie original)
- Highlander: The Series-Volume 2 (Music And Songs From Seasons 4 & 5) (Banda sonora de la sèrie original)
- The Best Of: Highlander the Series (Banda sonora de la sèrie original)
- Mysterious Island(Banda sonora original de la pel·lícula)

## Obres seleccionades
- Highlander: A Celtic Opera
- Private Flight - (Composicions per a flautista de jazz, Jim Walker) Produïda per Clarke Stanley
- Roger Bellon (Jazz Compositions For Small Orchestra) RCA Records, París
- Zero, Zero (Àlbum de Nadal infantil) RCA Records, París
- Obres seleccionades (Bellchant Records).